# Marijina cerkev, Aarhus
Marijina cerkev, tudi cerkev Naše Gospe (dansko Vor Frue Kirke) je ena večjih cerkvenih stavb v mestu Aarhus na Danskem. Stoji v središču mesta nedaleč od Aarhuške stolnice (Århus Domkirke). Cerkev in pripadajoče strukture so bile zgrajene v več fazah v srednjem veku, od poznih 1200 do 1500 n. št.. Prvotna cerkev na tem mestu je bila dokončana že leta 1060 našega štetja, vendar je danes ohranjena samo kamnita kripta kot dokaz njenega obstoja.

## Zgodovina
Cerkev je bila prvotno znana kot cerkev sv. Nikolaja, vendar je bila razširjena z izgradnjo dominikanskega samostana leta 1240, Vor Frue Kloster, katerega južno krilo je sedanja cerkev. Po reformaciji na Danskem so ime spremenili v Cerkev Naše Gospe in kralj Kristijan III. Danski je odredil, da morajo okoliške stavbe, ki so bile prej priorat dominikancev, delovati kot bolnišnica za bolne in revne. Cerkev je pozneje dobila kongregacijske privilegije, zaradi česar je uradno postala središče klerikalnih dejavnosti na svojem območju.
Med letoma 1250 in 1500 so cerkev močno razširili, med drugim so ji dodali velik stolp. V 1950-ih so med prenovo pod cerkvijo ponovno odkrili kripto. Cerkev v kripti datira približno v leto 1060 našega štetja. Leta 2000 je bila cerkev ponovno obnovljena.

## Kriptna cerkev
Cerkev v kripti je najstarejša ohranjena kamnita cerkev v Skandinaviji. Cerkev, zgrajena leta 1060, potem ko je bila stara lesena cerkev požgana v napadu na mesto, je pod glavno stavbo cerkve Naše Gospe. Po odkritju v 1950-ih je bila obnovljena in ponovno odprta 10. novembra 1957 in se zdaj uporablja za mašo enkrat na teden.
Med restavriranjem, ki ga je izvedel Danski narodni muzej, so našli dva groba - enega otroka in enega odraslega - in 23 kovancev iz 14. stoletja. Pet od teh kovancev je bilo iz Lübecka, ostali pa iz Hamburga.
Cerkev v kripti je bila sprva zgrajena kot poskus oslabitve Adalberta, nadškofa Hamburg-Bremna, ki je imel velik vpliv na danske klerikalne zadeve, kot vodja Danske cerkve. Svend Estridsen (1047–1074) je Dansko razdelil na 8 škofij in leta 1060 je Kristijan postal prvi škof v Aarhusu. Istega leta je bila zgrajena cerkev v kripti.
Okoli leta 1080 je bila tu zgrajena nova in večja cerkev, poimenovana po svetem Nikolaju, tako kot številne druge danske cerkve tistega časa. Leta 1180 je bila omenjena kot prva stolnica v Aarhusu, a so jo porušili, ko so v mesto prišli dominikanci.
O kriptni cerkvi iz naslednjih stoletij ni zgodovinskih podatkov. V nekem trenutku so bili prostori obzidani in uporabljeni kot shramba, dokler ni bila pozabljena sama cerkev.
- Kripta iz leta 1060
- Kopija des romanskega razpela iz Åbyja